# كريستوفر لويس (لاعب كرة مضرب)
كريستوفر لويس (بالإنجليزية: Christopher Lewis)‏ هو لاعب كرة مضرب أمريكي، ولد في 2 أبريل 1956 في سانتا مونيكا في الولايات المتحدة.

## وصلات خارجية
- كريستوفر لويس على موقع رابطة محترفي التنس (الإنجليزية)
- كريستوفر لويس على موقع الاتحاد الدولي لكرة المضرب (الإنجليزية)